# Friedrich Weißler
Friedrich Weißler (Königshütte, Imperio alemán, hoy Chorzów, Polonia, 28 de abril de 1891-campo de concentración de Sachsenhausen, Alemania nazi, 19 de febrero de 1937) fue un juez, un miembro de la Iglesia Confesante y como tal, de la resistencia alemana al nazismo.

## Biografía

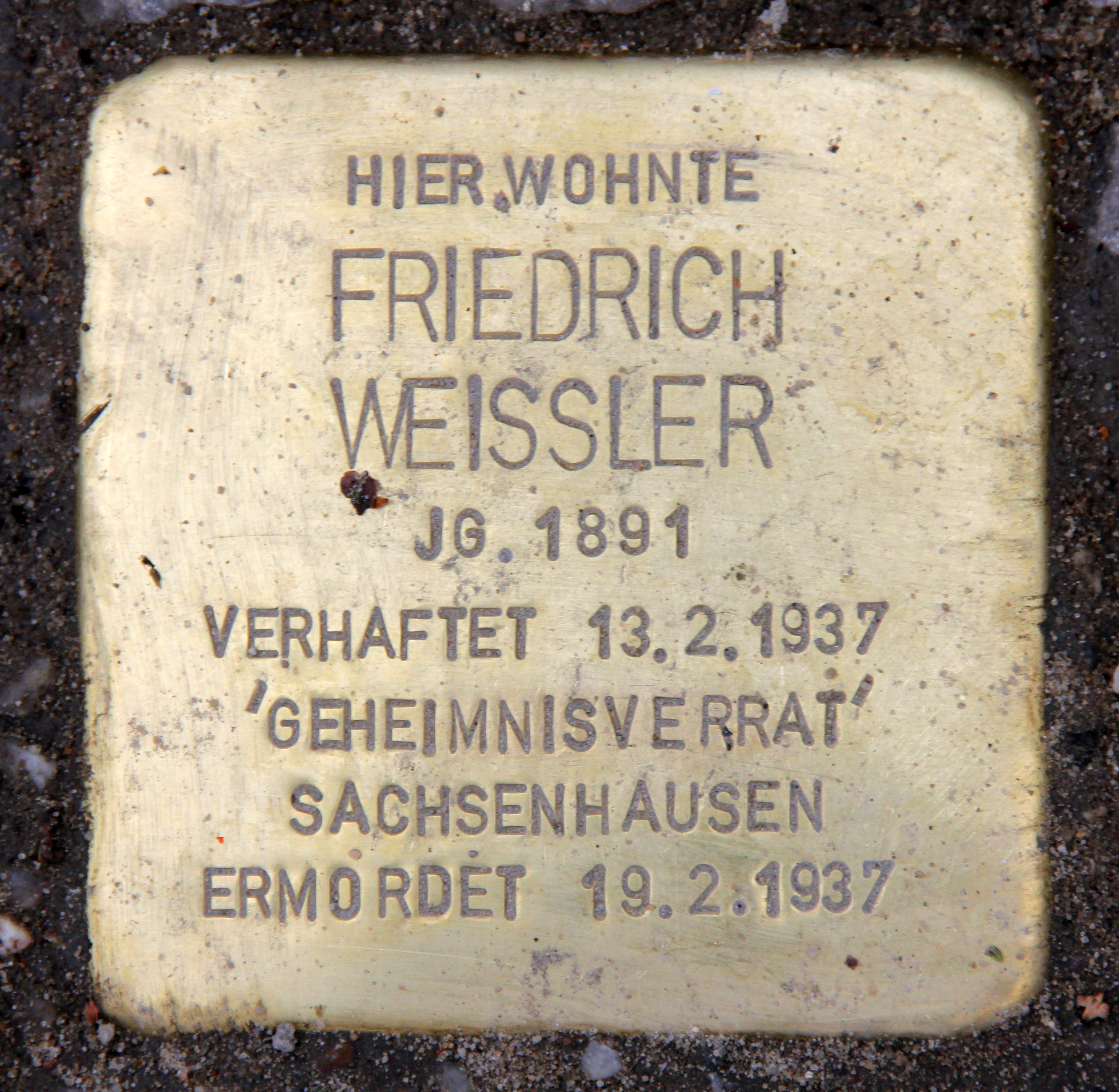
Stolperstein para Friedrich Weißler

Friedrich Weißler fue el menor de los tres hijos de Auguste Weißler, de soltera Heyn, y el abogado y notario Adolf Weißler. Los padres de Friedrich tenían antepasados judíos. Sin embargo, Adolf Weißler se opuso al judaísmo y decidió que los tres hijos se bautizaran, para horror de su esposa Auguste. Luego Adolf Weißler se suicidó porque vio el Tratado de Versalles como una afrenta.
Friedrich Weißler estudió Derecho y se doctoró en 1914. A continuación luchó en la Primera Guerra Mundial y después, en 1920, concluyó su formación jurídica. Empezó a trabajar como juez en Halle en un juzgado de primera instancia e instrucción. En 1922 se casó con Hanna Schäfer. La pareja tuvo dos hijos. En 1925 fue trasladado a la audiencia provincial de Halle y en 1932, a la audiencia provincial de Magdeburgo. Cuando impuso una multa a un miembro de las SA que había aparecido ilegalmente en uniforme ante el tribunal, el 9 de marzo de 1933 Weißler fue humillado públicamente por miembros de las SA que habían entrado por la fuerza en su oficina y un día más tarde suspendido de sus funciones. En verano de 1933 fue despedido acausa de la Ley para la Restauración de la Función Pública.
Acto seguido los Weißler se mudaron a Berlín. Muchos de los compañeros antiguos de Friedrich Weißler, que habían estudiado con él, y muchos de sus colegas volvieron la espalda a él. Desde noviembre de 1934 Friedrich Weißler trabajó como empleado jurídico para la Iglesia Confesante. A principios de junio de 1936 la Iglesia Confesante entregó un memorándum a Adolf Hitler. Weißler fue uno de sus autores. El memorándum era confidencial y políticamente explosivo, pero alguien lo comunicó a la prensa extranjera, donde apareció dos semanas antes de los Juegos Olímpicos de 1936 en Berlín y causó indignación.
El 7 de octubre de 1936 Weißler fue detenido por la Gestapo. La cabeza de la oposición eclesiástica abandonó a Weißler y, ya que no podía hacerlo ella misma, pidió a la Gestapo averiguar quién había causado la indiscreción del memorándum. Según los interrogatorios, Weißler había pasado información política de la iglesia a la prensa extranjera, aunque el texto del memorándum fue pasado a la prensa extranjera por Ernst Tillich, quien, en contra de las instrucciones de Weißler, lo vendió a la agencia de noticias Reuters. El 13 de febrero de 1937 Weißler fue llevado al campo de concentración de Sachsenhausen, donde fue encontrado sin vida y gravemente maltratado el 19 de febrero de 1937.